# Hastings (Florida)
Hastings és una població dels Estats Units a l'estat de Florida. Segons el cens del 2000 tenia 521 habitants.

## Demografia
Segons el cens del 2000, Hastings tenia 521 habitants, 213 habitatges, i 139 famílies. La densitat de població era de 304,8 habitants/km².
Dels 213 habitatges en un 27,7% hi vivien nens de menys de 18 anys, en un 46,9% hi vivien parelles casades, en un 15,5% dones solteres, i en un 34,3% no eren unitats familiars. En el 29,6% dels habitatges hi vivien persones soles el 13,1% de les quals corresponia a persones de 65 anys o més que vivien soles. El nombre mitjà de persones vivint en cada habitatge era de 2,44 i el nombre mitjà de persones que vivien en cada família era de 3.
Per edats la població es repartia de la següent manera: un 26,1% tenia menys de 18 anys, un 7,3% entre 18 i 24, un 27,3% entre 25 i 44, un 21,7% de 45 a 60 i un 17,7% 65 anys o més.
L'edat mediana era de 38 anys. Per cada 100 dones de 18 o més anys hi havia 79,9 homes.
La renda mediana per habitatge era de 26.635 $ i la renda mediana per família de 30.769 $. Els homes tenien una renda mediana de 25.909 $ mentre que les dones 20.694 $. La renda per capita de la població era de 14.537 $. Entorn del 15,4% de les famílies i el 21% de la població estaven per davall del llindar de pobresa.

## Poblacions més properes
El següent diagrama mostra les poblacions més properes.